# 나카오메

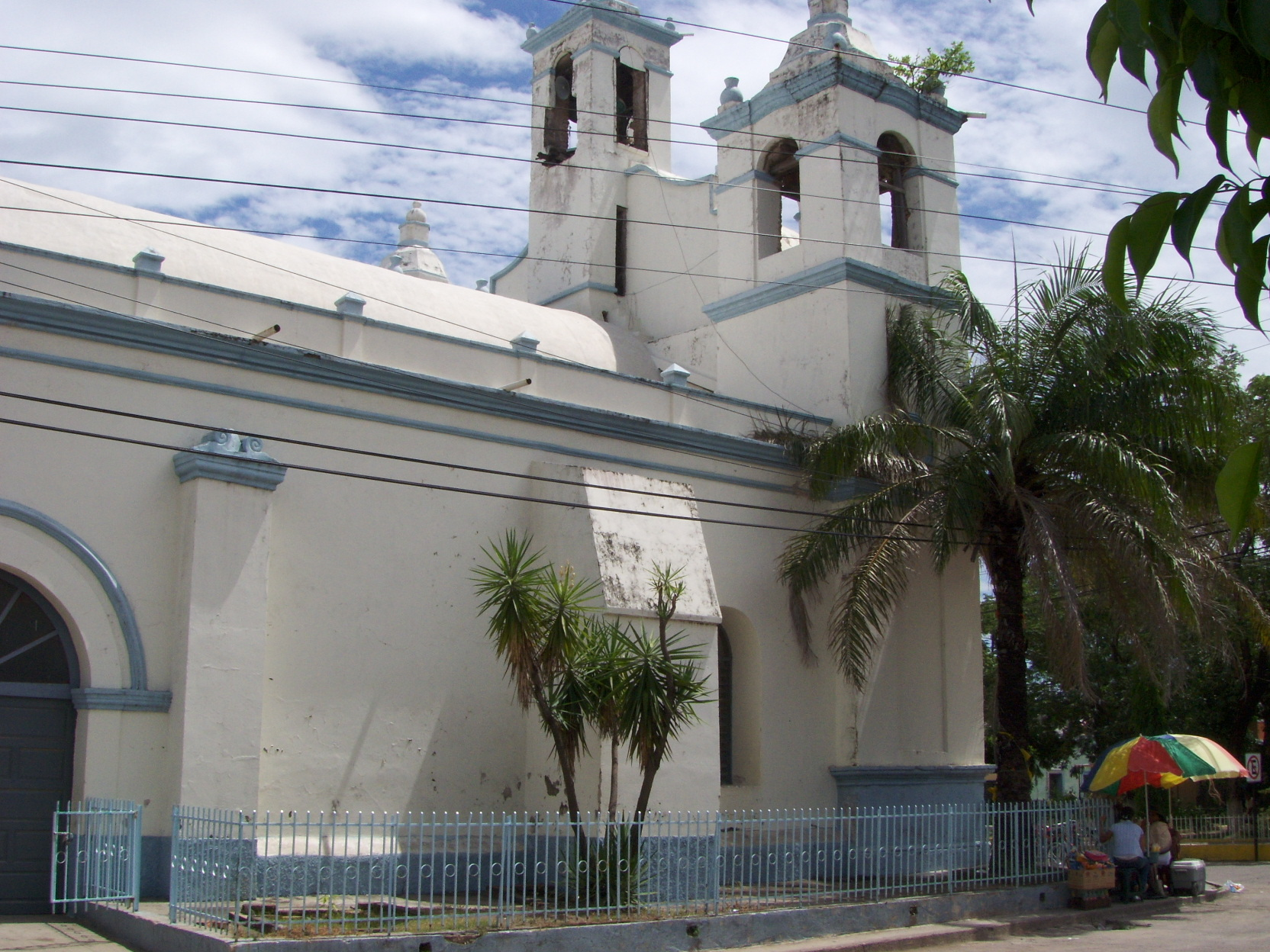

나카오메(스페인어: Nacaome)는 온두라스의 도시로 바예 주의 주도이며 인구는 47,000명(2006년 기준)이다.